# Pothos oxyphyllus
Pothos oxyphyllus är en kallaväxtart som beskrevs av Friedrich Anton Wilhelm Miquel. Pothos oxyphyllus ingår i släktet Pothos och familjen kallaväxter. Inga underarter finns listade.